# Хосе Луис Чилаверт
Хосе Луис Феликс Чилаверт Гонзалез (шп. José Luis Félix Chilavert González; 27. јул 1965) бивши је парагвајски фудбалски голман. Био је капитен националног тима и проглашаван је за најбољег светског голмана три пута 1995, 1997. и 1998. године.

## Клупска каријера
Чилаверт је дебитовао за тим Спортиво Лукено. Први тренер му је био Модесто Сандовал. Године 1989, заиграо је за парагвајски национални тим по први пут.
Касније се преселио у Шпанију, где је играо за Реал Сарагосу. Потом се вратио у Аргентину, где је потписао за Велес Сарсфилд и помогао им да освоје Примеру четири пута, као и Куп Либертадорес и Интерконтинентални куп, оба у 1994. Године 1999, постао је први голман који је постигао хет-трик у историји фудбала, док је играо за Велез против тима Ферокарил Оесте, постигао сва три гола из једанаестерца. Он је такође постигао гол из слободног ударца против Ривер Плејта.

## Репрезентација
Проглашен је за најбољег светског голмана по IFFHS 1995, 1997, и 1998. године. Учествовао је на Светском првенству 1998, где је постао први голман икада који је извео слободан ударац на Светском купу, против Бугарске. Парагвај је стигао до осмине финала, где је изгубио од Француске златним голом Лорана Блана. Учествовао је 2002. на Светском првенству где је Парагвај поражен од Немачке у осмини финала голом Оливера Нојвила.
Укупно је одиграо 74 утакмице за Парагвај и постигао осам погодака, што је рекорд када су голмани у питању. Повукао се из фудбала 2003.

### Голови за репрезентацију
| #  | Датум              | Место                   | Противник | Гол | Резултат | Такмичење             |
| -- | ------------------ | ----------------------- | --------- | --- | -------- | --------------------- |
| 1. | 27. август 1989.   | Асунсион, Парагвај      | Колумбија | 2–1 | 2-1      | Квалификације СП 1990 |
| 2. | 15. август 1993.   | Асунсион, Парагвај      | Перу      | 2–0 | 2-1      | Квалификације СП 1994 |
| 3. | 1. септембар 1996. | Буенос Ајрес, Аргентина | Аргентина | 1–1 | 1-1      | Квалификације СП 1998 |
| 4. | 17. јун 1997.      | Кочабамба, Боливија     | Аргентина | 0–1 | 1-1      | Куп Америке 1997      |
| 5. | 7. октобар 2000.   | Богота, Колумбија       | Колумбија | 0–2 | 0-2      | Квалификације СП 2002 |
| 6. | 15. новембар 2000. | Асунсион, Парагвај      | Перу      | 5–1 | 5-1      | Квалификације СП 2002 |
| 7. | 5. септембар 2001. | Асунсион, Парагвај      | Боливија  | 3–1 | 5-1      | Квалификације СП 2002 |
| 8. | 7. октобар 2001.   | Асунсион, Парагвај      | Аргентина | 1-0 | 2-2      | Квалификације СП 2002 |

## Трофеји
- Лига Парагваја 1984. (Гуарани)
- Примера Дивисион Аргентина 1993. Клаусура (Велес Сарсфилд)
- Куп Либертадорес 1994. (Велес Сарсфилд)
- Интерконтинентални куп 1994. (Велес Сарсфилд)
- Примера Дивисион Аргентина 1995. Апертура (Велес Сарсфилд)
- Примера Дивисион Аргентина 1996. Клаусура (Велес Сарсфилд)
- Куп Интерамерикана 1996. (Велес Сарсфилд)
- Суперкуп Јужне Америке 1996. (Велес Сарсфилд)
- Рекуп Јужне Америке 1997. (Велес Сарсфилд)
- Примера Дивисион Аргентина 1998 Клаусура (Велес Сарсфилд)
- Куп Француске 2001. (Стразбур)
- Примера Дивисион Уругваја 2003. (Велес Сарсфилд)

Индивидуалне награде
- IFFHS Најбољи светски голман године 1995.
- Играч године Аргентинске лиге 1996.
- Јужноамерички играч године 1996.
- IFFHS Најбољи светски голман године 1997.
- IFFHS Најбољи светски голман године 1998.
- 55. место на листи најбољих фудбалера 20. века